# Partia Progresywna (Izrael)
Partia Progresywna (hebr. מפלגה פרוגרסיבית, Miflega Progresivit) – izraelska partia polityczna. Partia Progresywna była ugrupowaniem liberalnym, którego większość założycieli wywodziło się z Partii Nowej Aliji, która działała w okresie przedpaństwowym (przed 1948). Składała się przede wszystkim z imigrantów z krajów Europy Środkowej.

## Historia
W wyniku wyborów 1949 roku ugrupowanie otrzymało pięć mandatów parlamentarnych. W Knesecie zasiedli Idow Kohen, Jeszajahu Foerder, Awraham Granot, Jizhar Harari i Pinchas Rosen. Weszli oni w skład koalicji rządowej, a partia stała się jednym z partnerów Mapai pod przywództwem Dawida Ben Guriona. Jej członkowie wchodzili w skład pierwszego i drugiego rządu niepodległego Izraela.
Po wyborach w 1951 r., ugrupowanie zmniejszyło swój stan posiadania, obsadzając jedynie 4 miejsca w parlamencie. Początkowo partia nie weszła w skład koalicji rządowej, ale wkrótce stała się kluczowym elementem większości parlamentarnej popierającej czwarty rząd Ben Guriona. Stało się tak, ponieważ dwie partie religijne: Agudat Israel i Po’alej Agudat Jisra’el opuściły koalicję z powodu sporu dotyczącego nauczania religijnego w Izraelu. Partia Progresywna popierała także piąty rząd (utworzony po rezygnacji Ben Guriona i przejęciu przywództwa w Mapai przez Mosze Szareta), a także szósty rząd w historii Izraela.
Ugrupowanie powróciło do swej dawnej siły po wyborach w 1955 r., kiedy to uzyskało ponownie 5 miejsc w Knesecie. Jej członkowie wchodzili w skład siódmego i ósmego rządu, utworzonego przez powracającego Ben Guriona.
Po wyborach parlamentarnych w 1959 r., partia zyskała kolejnego reprezentanta (w porównaniu z poprzednią kadencją) i ugrupowanie posiadało wówczas 6 deputowanych w Knesecie. Ponownie weszli oni w skład koalicji rządowej utworzonej przez Ben Guriona. W czasie kadencji czwartego Knesetu, Partia Progresywna połączyła się z ugrupowaniem Ogólni Syjoniści, tworząc Partię Liberalną. Wkrótce potem nowe ugrupowanie wraz z Herutem wystosowało pod adresem rządu wniosek o wotum nieufności, który doprowadził do upadku gabinetu.
Wyniki wyborów w 1961 r. przyniosły Partii Liberalnej spory sukces – ugrupowanie stało się „trzecią siłą” w Knesecie, ale pomimo tego nie weszła w skład koalicji rządowej. Nieco później w trakcie trwania kadencji izby, większość deputowanych Partii Liberalnej przyłączyło się do Herutu, tworząc Gahal (który ostatecznie przekształcił się w Likud). Jednakże, liberałowie, którzy zgodzili się wejść w skład Gahalu, byli niegdyś w większości członkami ugrupowania Ogólnych Syjonistów. Natomiast większość byłych członków Partii Progresywnej sprzeciwiła się aliansowi z Herutem i założyła partię pod nazwą Niezależni Liberałowie.

## Politycy

### Posłowie wpierwszym Knesecie
Posłowie wybrani w wyborach w 1949: Jeszajahu Foerder, Awraham Granot, Jizhar Harari, Idow Kohen, Pinchas Rosen.

### Posłowie wdrugim Knesecie
Posłowie wybrani w wyborach w 1951: Awraham Granot, Mosze Kol, Pinchas Rosen, Jizhar Harari.
Posłowie, którzy weszli do Knesetu w trakcie trwania kadencji: Idow Kohen, Jeszajahu Foerder.

### Posłowie wtrzecim Knesecie
Posłowie wybrani w wyborach w 1955: Gerszom Szoken, Idow Kohen, Pinchas Rosen, Jeszajahu Foerder, Jizhar Harari.
Poseł, którzy wszedł do Knesetu w trakcie trwania kadencji: Jochanan Kohen.